# Mircen
Mircen (β-myrcen) – organiczny związek chemiczny z grupy węglowodórów nienasyconych pochodzenia naturalnego, należący do monoterpenów i stanowi składnik wielu olejków eterycznych. Posiada silne własności zapachowe.
Występuje często u roślin takich jak sosna, kminek, wawrzyn, koper, konopie, szałwia, estragon, imbir. Jest też feromonem kornika drukarza. Jest słabo rozpuszczalny w wodzie, ale za to dobrze w etanolu, chloroformie i eterze. Udało się go po raz pierwszy zsyntetyzować w 1965 w wyniku pirolizy α-pinenu.
Jako czysta substancja jest wykorzystywany w przemyśle perfumeryjnym i farmaceutycznym. Jest też surowcem do produkcji takich substancji jak mentol, cytral, cytronelol, cytronelal, geraniol i nerol.
α-Myrcen (2-metylo-3-metyleno-1,6-oktadien) jest syntetycznie otrzymywanym izomerem o niewielkim znaczniu, niewystępującym w przyrodzie.